# Distrito de Kochkor
El distrito de Kochkor (en kirguís: Кочкор району) es uno de los rayones (distrito) de la provincia de Naryn en Kirguistán. Tiene como capital el poblado de Kochkor.
- Datos: Q879108